# کراسافت
کراسافت نمونه‌ای ثبت شده از لنزهای تماسی نرم و سیلیکون هیدروژل می‌باشد که برای مدیریت وضعیت‌های نامنظم قرنیه از جمله قوز قرنیه طراحی شده‌است. اینها به عنوان یک جایگزین برای لنزهای سخت نفوذپذیر به گاز به بازار عرضه شده‌است که راحتی بیشتر و امکان زمان پوشیدن بیشتری را فراهم می‌کند.
محدوده کراسافت در انگلستان توسط UltraVision CLPL طراحی و ساخته شده‌است.
در مارس ۲۰۱۰, جایزه سازمانی ملکه: به UltraVision CLPL به‌طور خاص برای نوآوری کراسافت اهدا شد.
لنز کراسافت توسط اپتومتریست و چشم پزشک در بیمارستان خصوصی و مطب فیت شده و توزیع می‌شود. چشم پزشکان از لنز قبل و بعد از عمل، پس از جراحی کراس لینکینگ و به عنوان راه حل امن تر و دراز مدت تر از پیوند قرنیه استفاده می‌کنند.
در ۲۸ ژانویه 2011, Bausch & Lomb اعلام کرد صدور مجوز جهانی توافق با UltraVision CLPL برای کراسافت را به اتمام رسانده‌است.